# Jürgen Schülbe
Jürgen Schülbe (* 4. April 1938) ist ein ehemaliger deutscher Fußballspieler. Von 1958 bis 1973 war er ein erfolgreicher Torjäger bei der Polizeisportgemeinschaft Dynamo Eisleben.

## Sportliche Laufbahn
1957 (Kalenderjahr-Saison) stieg der 19-jährige Stürmer mit der SG Dynamo aus Eisleben von der II. DDR-Liga in die zweitklassige I. DDR-Liga auf. 1958 konnte er sich in der Mannschaft mit Einsätzen in allen 26 Punktspielen sofort einen Stammplatz erkämpfen und wurde auf Anhieb mit 19 Treffern Torschützenkönig der SG Dynamo. In den folgenden fünf Spielzeiten konnte er noch viermal die Torjägerkrone erobern, ehe ihm 1965 der neu hinzugekommene Siegward Reinicke den Rang ablief. Seinen Stammplatz konnte Schülbe jedoch bis 1972 verteidigen, wobei er bei sieben Spielzeiten alle Ligaspiele bestritt. Dazu gehört auch noch seine vorletzte Saison 1971/72, die er im Alter von 33 Jahren anging. Seine Torgefährlichkeit war bereits seit 1969 zurückgegangen, denn in den Spielzeiten 1969/70 bis 1972/73 kam er jeweils nur noch auf drei Treffer in den Ligaspielen. Seinen Abschied vom Leistungsfußball nahm Schülbe nach der Saison 1972/73, in der er nur noch in acht Ligaspielen zum Einsatz kam. Nach dem Ende seiner Laufbahn hatte er 396 DDR-Liga-Einsätze und 159 Ligatore erreicht. 